# Мункедал (община)
Община Мункедал (на шведски: Munkedals kommun) е разположена в лен Вестра Йоталанд, югозападна Швеция с обща площ 672 km2 и население 10 205 души (към 31 декември 2013). Административен център на община Мункедал е едноименния град Мункедал.